# Оде-де-Сионы
Оде-де-Сионы (рус. дореф. Оде-де-Сіонъ, фр. Audé de Sion) — русский нетитулованный дворянский род. Основан представителем старинной савойской буржуазной фамилии Оде (фр. Audé), перешедшим в российское подданство в конце XVIII века. Внесён в Родословную книгу Дворянского Депутатского собрания Псковской губернии.

## Персоналии
- Оде-де-Сион, Карл Осипович (1758—1837) — основатель рода, савойский авантюрист, генерал-майор на русской службе, кавалер русских и иностранных орденов, воспитатель Аркадия Суворова — сына фельдмаршала А. В. Суворова, инспектор классов Пажеского корпуса, известный масон.
∞Каролина Ивановна Оде-де-Сион (1771—1830), в девичестве нем. Caroline-Sophie von Siebert. Их дети:
  - Августа Каролина Вильгельмина Оде-де-Сион (лат. Augustam Carolinam Wilhelmam Audé de Sion (1792—?) — предположительно умерла ребёнком[1].
  - Оде-де-Сион, Карл Карлович (1794—1858) — русский офицер, герой Отечественной войны 1812 года (контужен при Бородине) и Заграничного похода русской армии, полковник, кавалер русских и иностранных орденов. Чиновник по особым поручениям в Министерстве финансов и Государственном контроле, статский советник, вице-губернатор Саратовской губернии (1839—1842).
∞Луиза Федоровна Оде-Де-Сион (1800—1855), в девичестве фр. Louise-Henriette-Wilhelmine Wettel.[К 1] Их единственный ребёнок:
    - Оде-де-Сион, Александр Карлович (1816—1857) — статский советник, управляющий Ораниенбаумским дворцовым управлением, секретарь комитета великой княгини Елены Павловны по подготовке Крестьянской реформы.
∞Оде-де-Сион, Анна Васильевна (урождённая Сарычева; 1821—1871) — с 1869 года начальница Института благородных девиц в Оренбурге. Их дети:
      - Оде-де-Сион, Александр Александрович (1845—?) — боевой офицер. По окончании 2-й Санкт-Петербургской гимназии поступит в 1867 году рядовым вольноопределяющимся в лейб-гвардии Измайловский полк, далее служил в различных подразделениях в Ковно и Оренбурге. В 1873 году в звании подпоручик отправился в Хивинский поход в составе Оренбургского отряда под командованием генерал-адъютанта Верёвкина Н. А.. Там он участвовал во множестве сражений, за что был награждён орденом Св. Станислава 3-й степени с мечами и бантами, медалью «За хивинский поход» и годовым денежным окладом. Дальнейшая служба проходила на территории Амударьинского отдела Туркестанского края, что приравнивалось к пребыванию в военном походе. Оттуда в 1878 году был направлен в Болгарию для участия в Русско-турецкой войне в составе 103 Петрозаводского пехотного полка. Уволился от службы в 1879 году в звании штабс-капитан. На момент отставки был холост, дальнейшая судьба неизвестна.
      - Оде-де-Сион, Василий Александрович (1846—1883) — кадровый офицер, поручик, участник Русско-турецкой войны 1877—1878 годов, прототип одного из персонажей романа Валентина Пикуля «Баязет».
∞Александра Анастасиевна, урождённая Шакальская, во втором браке Жежеро (?—?). Их дети:
        - Хрунова, Анна Васильевна, урождённая Оде-де-Сион (1870—1951) — родилась в Варшаве, где стоял полк её отца. После его смерти не смогла принять отчима и была отдана на воспитание своей двоюродной тетке Ольге Алексеевне Философовой, фрейлены двора её императорского величества.
∞Хрунов, Владимир Петрович (1877—1969) — педагог, учитель естествознания, Заслуженный учитель школы РСФСР, кавалер ордена Ленина. Общественный деятель города Чаплыгин.
        - Оде-де-Сион, Николай Васильевич (1876 — пропал без вести в годы Гражданской войны) — проживал в Кременчуге, где стоял полк его отчима. Поступил там на службу чиновником Государственного контроля, увлекся эсперанто и даже официально зарегистрировался в 1897 году под № 3713 в так называемом «Списке лиц, изучивших язык эсперанто»[4]. В 1902 году следуя за отчимом по службе, переехал в Забайкалье, где в 1903 году женился на дочери ируктского врача Аполлинария Михайловича Пиглевского. В 1911 году окончил Лотошинские винокуренные курсы, вероятно с целью организовать собственное производство. Дальнейшая судьба Николай Васильевича неизвестна, предположительно пропал без вести в годы Гражданской войны.
∞Лидия Аполлинариевна, урождённая Пиглевская (1885—1954) — сестра милосердия в госпитале Красного креста во время Русскую-японской войны. После войны переехала в Кременчуг к матери мужа. В 1914 году, вернулась к родителям в Иркутск, поступила там на военную службу акушеркой-фельдшером в Амурское казачье войско и в одиночестве воспитывала детей:
          - Николаева, Александра Николаевна, урождённая Оде-де-Сион (1906—1982).
          -  Оде-де-Сион (Одедесион), Алексей Николаевич (1908—1993) — последний представитель рода, получивший при рождении оригинальную фамилию Оде-де-Сион. После Гражданской войны носил фамилию Одедесион. В зрелые годы возглавлял Дорожно-строительное управление треста «Бугульманефтестрой» в г. Бугульма. Его потомки и в наши дни проживают в России и Крыму, некоторые из них носят модифицированную фамилию.

      - Хрунова, Елизавета Александровна, урождённая Оде-де-Сион (1848—1926) — её крёстной матерью была Толстая, Александра Андреевна (1817—1904), ставшая позднее камер-фрейлиной императрицы Марии Фёдоровны — дальняя родственница Сарычевых и двоюродная тетка графа Л. Н. Толстого, «дорогой друг, милая покровительница души», как называл он её в письмах. С семьёй крёстницы она, несмотря на своё высокое придворное положение, поддерживала самые тёплые отношения до конца жизни, а часть её личных вещей перешла по наследству к Елизавете Александровне. Некоторые из них после Революции разными путями попали в экспозицию музея-усадьбы Л. Н. Толстого «Хамовники»[5].
∞Хрунов, Петр Александрович (1842—1918) тайный советник, военный хирург, участник Хивинского похода (1873). В браке родилось семь детей.
      - Ульянова, Наталья Александровна , урождённая Оде-де-Сион (1849—?)
∞Ульянов, Николай Фёдорович, архитектор и инженер-технолог, с 1869 года работавший в Ташкенте, исторический облик которого до сих пор определяет множество зданий в «Туркестанском стиле» и памятников, возведённых по его проектам. До 1990-х годов сохраняла своё историческое имя улица Ульяновская, названная так именно в его честь. Их потомки и в наши дни проживают в Ташкенте.
      - Оде-де-Сион, Елена Александровна (1854—?) — сестра милосердия, фельдшер.

## Происхождение рода и трансформация фамилии

Сертификат о приёме Клода Оде в буржуа Анси 9 марта 1628 года

Современный французский антропоним Оде (фр. Audé) (или Од, фр. Aude) происходит от старогерманского женского имени Альда (Alda). Буква l в основе слова ald («старый»), согласно правилам французской фонетики, не произносится (для сравнения: лат. alter — фр. autre), а женское окончание -a сменилось диакритической -é (или немой -e). В результате получился современный вариант написания фамилии — Audé, которое употребляется в письменных источниках с 1667 года. Ранее оно встречалось наравне с Odé, а до 1561 года записывалась только, как Odda.
Первые упоминания савойской семьи Оде, обнаруживаются в книгах ссудных счетов небольших населённых пунктов, расположенных в альпийской долине Морьен: записи за 1317 год — в Оссуа, где они владели шестью домами, за 1318-й — в Ланслебуре и за 1346-й — в Сольере.
Оде и принадлежали третьему сословию, простолюдинам, но относились к самой энергичной, честолюбивой и предприимчивой его части — набирающей силу буржуазии и, как правило, занимали должности нотариусов, адвокатов либо становились купцами, священнослужителями, реже профессиональными военными. Это позволило им стяжать достаточно богатства и влияния в Савойе, чтобы постепенно нищающие дворянские дома стали охотно отдавать своих дочерей им в жены. Таким образом, потомки этого рода имели благородное происхождение если не по сословной принадлежности, то по крови. Со временем семья разрослась и образовала несколько самостоятельных ветвей в различных городах Савойского герцогства.

Входная дверь дома семьи Оде в Фаверж по улице Карно (rue Carnot)

Российские Оде-де-Сионы являются потомками ветви «Анси — Фаверж», которую основал купец Клод Оде (фр. Claude Audé, ум. до 1665 года), переселившийся в 1628 году из Модана в Анси. Здесь в аркадах Рю де ла Филатри (фр. Rue de la Filaterie), главной торговой улицы, он открыл первую в городе лавку пряностей. Однако непрерывные европейские войны той эпохи породили такой высокий спрос на изделия из железа, особенно оружие, что купец Оде переориентировался на этот товар. Он и его потомки инвестировали в добычу железной руды и основали собственное литейное и кузнечное производство в окрестностях Анси. Это удачное предприятие позволило им скопить достаточно средств, чтобы в 1715 году приобрести патент нотариуса Фаверж, небольшого городка неподалёку. Туда они и переселились, сохранив, впрочем, за собой в Анси дом, построенный на том месте, где Клод Оде когда-то начинал своё дело. Новое поприще оказалось настолько доходным, что стало главным источником благосостояния для нескольких поколений семьи и передавалось отцом старшему сыну по наследству вплоть до 1786 года.
Великая французская революция и последовавшее за ней вторжение революционных войск в Савойю раскололи — но не разорили — обширное семейство потомков купца Клода Оде. Так, один из его праправнуков Жозеф Оде (1773—1838) в 1791 году поступил рядовым в гвардию сардинского короля. Он показал себя героем во многих сражениях революционных и наполеоновских войн, отстаивая независимость своей страны от французов. Был ранен, награждён орденами и дворянством и в 1825 году с почётом вышел в отставку в звании провинциального майора Савойской бригады (фр. major provincial à la Brigade de Savoie).
Между тем его старший брат адвокат Франсуа Оде (?—1798), наоборот, решил сотрудничать с захватчиками и стал в 1792 году членом окружного совета Анси в котором заседал (с перерывами) до 1795 года. А в 1793-м был даже избран мэром Фаверж.
Не отставал от него и третий брат Этьен-Антуан (1755—1815) также известный юрист, достигший определённых карьерных высот при французах. В 1804 году он стал имперским прокурором во Флоренции. В 1808 года был избран кандидатом от округа Анси в Законодательный корпус, где ему, впрочем, заседать так и не довелось, поскольку Охранительный сенат не ратифицировал итоги этого голосования. Его потомки и поныне продолжают род Оде во Франции.
Ещё один брат упомянутых выше, авантюрист капитан Шарль Оде (фр. Charles Audé), после длительных скитаний и многочисленных приключений, поступил в 1791 году на службу в русскую армию под именем Карл Осипович (Иосифович). Он-то и основал новый нетитулованный род, объявив себя савойским дворянином по фамилии Оде-де-Сион (фр. Audé de Sion). Приставка «де Сион» была им выдумана, дабы придать более аристократическое звучание фамилии. Кроме того, она является аллюзией на его масонское прозвище Шевалье дю Форт де Сион (фр. Chevalier du Fort de Sion, «Рыцарь твердыни Сиона») и своего рода реверансом в сторону савойских баронов де Сьон (фр. baron de Syon), с которыми, хотя, и состоял в дальнем родстве, но прямыми их потомком не был. В 1827 году К. О. Оде-де-Сион завершил карьеру в чине генерал-майора, посвятив последние 25 лет службы должности инспектора классов Е. И. В. Пажеского корпуса в Санкт-Петербурге. В целом ряде российских мемуарных источников основателю рода ему приписывается швейцарское происхождение, хотя в действительности ни он сам, ни его предки никогда в Швейцарии не жили, а в официальных документах указано правильно: «происходит из савойских дворян».
В частной переписке, официальных документах, и даже фольклоре конца XVIII — начала XIX веков часто употреблялось сокращённое обозначение фамилии: Сион. Примеры:
<…>Сион, со своей стороны, довольно попечителен<…>— письмо графа Н. А. Зубова тестю фельдмаршалу А. В. Суворову, 1796 год.
<…>Сиону быть при графе Суворове, яко воспитателю его сына, не возбранять, но другим никому к графу приезд не дозволять.— Резолюция императора Павла I от 28 августа (8 сентября) 1797 года.
Лейб-гвардии Литовскаго полка прапорщику Сиону находиться при Главнокомандующем, и считать его бессменным ординарцом от всей гвардии.— Приказ 1-й Западной армии от 16 августа (27 августа) 1812 года № 83.
У Сиона на плечах разместились при свечах!— эпиграмма сочинённая воспитанниками Пажеского корпуса на инспектора классов.
После Гражданской войны малолетний Алексей Николаевич Оде-де-Сион остался единственным прямым наследником мужской линии рода. Опасаясь преследований большевиками, его мать Лидия Апполинариевна Оде-де-Сион изменила фамилию и уничтожила документы, из которых следовало дворянское происхождение сына. Таким образом, хотя род и не пресёкся, его российские потомки с тех пор носят модифицированную фамилию: Одедесион.

## В литературе
Роман Валентина Пикуля «Баязет» заканчивается дуэлью главного героя поручика Андрея Карабанова с князем Унгерн-Витгенштейном. В роли секунданта князя фигурирует офицер по фамилии Оде-де-Сион, знаток и педантичный блюститель дуэльного кодекса. А кроме того, автор наделил его маленьким ростом. Как и для большинства персонажей книги, для этого офицера автор выбрал прототипом из реальной жизни Василия Александровича Оде-де-Сиона — участника, как и главный герой, недавней (по шкале времени романа) Русско-турецкой войны.

## Комментарии
1. ↑  В одном из писем К. О. Оде-де-Сион называет невестку кузиной своего сына. Однако в те годы этим словом обозначали не только двоюродных сестёр, но вообще всех дальних кровных родственниц в одном колене[2], поэтому определить точно степень близости родства супругов не представляется возможным.[3]

### Книги
- Dr. Michel Francou. De Faverges à Saint-Pétersbourg // Revue savoisienne / Aimé Constantin. — Annecy, France: Académie florimontane, 1988. — Vol. 128-130. — P. 55-67.
- Петрушевский А.Ф. Генералиссимус князь Суворов.. — СПб.: Русская симфония, 2005. — 720 p.
- Мартьянов П. Суворов в ссылке. // Исторический Вестник, октябрь 1884 г.. — 1884. — Vol. XVIII. — P. 144—161.
- Публ. [вступ. ст. и примеч.] В. М. Безотосного. Приказы по 1-й Западной армии // Российский Архив: История Отечества в свидетельствах и документах XVIII—XX вв.: Альманах. / Редкол.: А. Д. Зайцев, Н. С. Михалков, А. Л. Налепин (гл. ред.), Т. Е. Павлова, Т. В. Померанская, В. И. Сахаров, В. В. Шибаева, О. Ю. Щербакова.. — Москва: Студия ТРИТЭ: Рос. Архив, 1996. — Vol. VII. — P. 132. — 656 p.
- Histoire de la Savoie // Le fer dans les Alpes du moyen-âge au XIXe siècle : actes du colloque international de Saint-Georges-d'Hurtières, 22-25 octobre 1998 :  [фр.]. — France : M. Mergoil, 2001. — Vol. 4 : Temps modernes. — P. 243. — ISBN 2907303481, 9782907303484.
- Albert Dauzat. Dictionnaire étymologique des noms de famille et prénoms de France :  [фр.] / édition revue et commentée par Marie-Thérèse Morlet. — Larousse, 1980.
- Смирнова-Россет, А. О. Дневник. Воспоминания / Отв. ред. — В. Э. Вацуро, изд. подг. — Житомирская С. В.. — М. : Наука, 1989. — 790 с. — («Литературные памятники» АН СССР). — 40 000 экз. — ISBN 5-02-012669-1.